# Durabilidade
Durabilidade é a capacidade de um produto físico em preservar as suas características funcionais sem necessitar de manutenção ou reparações excessivas.:5 Dependendo do domínio de aplicação, podem a durabilidade de um produto pode ser quantificada através de várias medidas, como anos de vida, horas de uso ou ciclos operacionais. Em economia, os bens com longo prazo de vida útil são denominados bens duráveis.